# 花斑玄珠螺
花斑玄珠螺（学名：Mesophora conspersa）为左錐螺科玄珠螺屬下的一个种。